# Aleksandr Khoroshilov
Aleksandr Viktorovitch Khorochilov (en russe : Александр Викторович Хорошилов), né le 16 février 1984 à Ielizovo, dans l'oblast du Kamtchatka, est un skieur alpin russe. Ses disciplines de prédilection sont le slalom et le super combiné. En 2015, vainqueur du slalom nocturne de Schladming, il se classe troisième du classement de cette discipline dans la Coupe du monde.

## Biographie
Aleksandr Khoroshilov commence sa carrière dans des compétitions officielles en 2000. Il prend part à sa première compétition internationale en 2001 avec les Championnats du monde junior. Il découvre la Coupe du monde quatre ans plus tard en prenant part au super G de Val Gardena.
En 2006, après avoir obtenu son premier top 10 en Coupe du monde (8e au combiné de Kitzbühel), il participe à ses premiers Jeux olympiques à Turin où il prend notamment la 23e place du combiné.
En 2009, il obtient son meilleur résultat en grand championnat jusque là, avec sa dixième place du super combiné des Mondiaux de Val d'Isère, puis obtient peu de temps après son premier podium en Coupe d'Europe en terminant troisième du slalom à Monte Pora.
En février 2014, il a l'honneur de participer aux Jeux olympiques de Sotchi, devant son public. Son meilleur résultat est une 14e place en slalom. Lors de la saison 2014-2015, il commence par une huitième position au slalom de Levi, son premier top 10 dans la discipline puis monte sur la troisième marche du podium un mois plus tard au slalom d'Åre. Il s'agit du premier podium pour un skieur russe à ce niveau depuis 1981.
Sur la lancée de ce podium, Khoroshilov enchaîne les performances lors des slaloms suivants (10e a Adelboden, 8e a Madonna di Campiglio, 6e a Kitzbühel et 5e a Zagreb et Wengen). Le 28 janvier 2015, Khoroshilov remporte la première victoire de sa carrière lors du slalom de Schladming, devant l'Italien Stefano Gross et l'Allemand Felix Neureuther. Cette victoire constitue la première pour la Russie en Coupe du monde de ski alpin depuis Alexander Zhirov en 1981 qui concourrait à l'époque pour l'Union soviétique. Il est ensuite huitième aux Championnats du monde de Beaver Creek en slalom. 
En 2017, après trois podiums en Coupe du monde, il est cinquième des Mondiaux de Saint-Moritz en slalom, son meilleur résultat en grand championnat. Un an plus tard, il concourt à ses quatrièmes jeux olympiques à Pyeongchang, où il finit 17e du slalom.
En janvier 2020, le russe retrouve la sensation du podium en se classant troisième du slalom de Coupe du monde à Wengen, battant de deux centièmes Sebastian Foss-Solevåg, quatrième. 
En 2022, il dispute ses cinquièmes jeux olympiques, à Pékin, obtenant son meilleur résultat avec une dixième place au slalom.

## Palmarès

### Jeux olympiques
| Épreuve / Édition   | Descente | Super G | Slalom géant | Slalom  | Combiné / Super combiné |
| JO 2006 Turin       | 38e      | 41e     | —            | Abandon | 22e                     |
| JO 2010 Vancouver   | 45e      | 28e     | 38e          | 23e     | 21e                     |
| JO 2014 Sotchi      | —        | —       | —            | 14e     | 30e                     |
| JO 2018 Pyeongchang | —        | —       | —            | 17e     | —                       |
| JO 2022 Pékin       |          |         |              | 10e     |                         |

Légende :
- — : Alexander Khoroshilov n'a pas participé à cette épreuve

### Championnats du monde
| Épreuve / Édition | Bormio 2005 | Åre 2007    | Val d'Isère 2009 | Garmisch-Partenkirchen 2011 | Schladming 2013 | Vail - Beaver Creek 2015 | Saint-Moritz 2017 | Åre 2019 | Cortina d'Ampezzo 2021 |
| Descente          | Abandon     | 43e         | -                | -                           | -               | -                        | -                 | -        | -                      |
| Super G           | -           | 43e         | 30e              | -                           | -               | -                        | -                 | -        | -                      |
| Slalom géant      | -           | 31e         | Abandon          | 53e                         | -               | -                        | -                 | -        | -                      |
| Slalom            | -           | Disqualifié | 12e              | Abandon                     | Abandon         | 8e                       | 5e                | 15e      | Abandon                |
| Combiné           | Abandon     | Abandon     | 10e              | -                           | 23e             | -                        | -                 | -        | -                      |

### Coupe du monde
- Meilleur classement général : 13e en 2015.
- 10 podiums (tous en slalom), dont 1 victoire.

#### Détail de la victoire
| Saison / Épreuve | Slalom     | Total |
| 2015             | Schladming | 1     |
| Total            | 1          | 1     |

#### Classements détaillés
| Saison | Général | Slalom | Slalom géant | Super G | Descente | Combiné |
| ------ | ------- | ------ | ------------ | ------- | -------- | ------- |
| 2006   | 101e    | –      | –            | –       | –        | 24e     |
| 2008   | 102e    | –      | –            | –       | –        | 31e     |
| 2009   | 89e     | 63e    | –            | –       | –        | 17e     |
| 2010   | 117e    | 60e    | –            | 58e     | –        | 38e     |
| 2011   | 132e    | 54e    | –            | –       | –        | 47e     |
| 2012   | 100e    | 38e    | –            | –       | –        | –       |
| 2013   | 73e     | 26e    | –            | –       | –        | 28e     |
| 2014   | 57e     | 19e    | –            | –       | –        | 22e     |
| 2015   | 13e     | 3e     | –            | –       | –        | –       |
| 2016   | 27e     | 5e     | –            | –       | –        | –       |
| 2017   | 19e     | 6e     | –            | –       | –        | –       |
| 2018   | 91e     | 29e    | –            | –       | –        | –       |
| 2019   | 83e     | 27e    | –            | –       | –        | –       |
| 2020   | 40e     | 10e    | –            | –       | –        | –       |
| 2021   | 59e     | 20e    | –            | –       | –        | –       |

### Coupe d'Europe
- 3e du classement de slalom en 2019.
- 5 podiums.

### Championnats de Russie
- Champion du slalom en 2006, 2007, 2008, 2009, 2010, 2011, 2012, 2018 et 2021.
- Champion du combiné en 2010.
- Champion du slalom géant en 2012 et 2014.